# Université Simon-Kimbangu
L’université Simon Kimbangu USK en sigle,est une université conventionnée kimbanguiste de Kinshasa, en République démocratique du Congo. Sa langue d'enseignement est le français. L'université Simon Kimbangu applique les programmes officiels du Ministère de L'enseignement supérieur et Universitaire du Gouvernement de la République démocratique du Congo en y ajoutant ses spécificités. 

## Histoire
Héritière de l'école de théologie de l'Église kimbanguiste, elle est devenue officiellement une université en 1994, lorsqu'elle a obtenu son  autorisation de fonctionnement (N° ESU/CABMIN/0555/94). Elle est devenue autonome en 2010 à la suite de l’arrêté ministériel N° 157/MINESU/CABMIN/EBK/PK/2010 du 27 septembre 2010, portant autonomisation de quelques extensions des établissements de l’enseignement supérieur et universitaire.
Une université savante, c'est là que niche l'écriture noire (mandombe) Qui a été révélé  par Simon Kimbangu à David wabeladio payi.
Elle dispose les extensions à travers le pays, dont l'un d'elle est la plus connue est : l'Université Simon Kimbangu de Lubumbashi (USK-Lubumbashi), avec Comme Recteur le Professeur Adrien MAZANGA NAKUNI.
Au début de cette université, l'extension de Lubumbashi a sollicité l'expertise d'un des plus grands scienctifiques africains, Monsieur Valery NGOY NDALA, qui a participé à sa promotion également. Ainsi, elle est partenaire aux Editions Lumumba, l'une de plus grandes maisons d'édition en Afrique.

## Facultés
- Faculté de Droit
- Faculté de Médecine
- Faculté des Sciences sociales, politiques et administratives
- Faculté des Sciences économiques et de gestion
- Faculté des sciences informatiques
- Faculté de Santé publique
- Faculté de théologie